# Gerlach Scheltinga

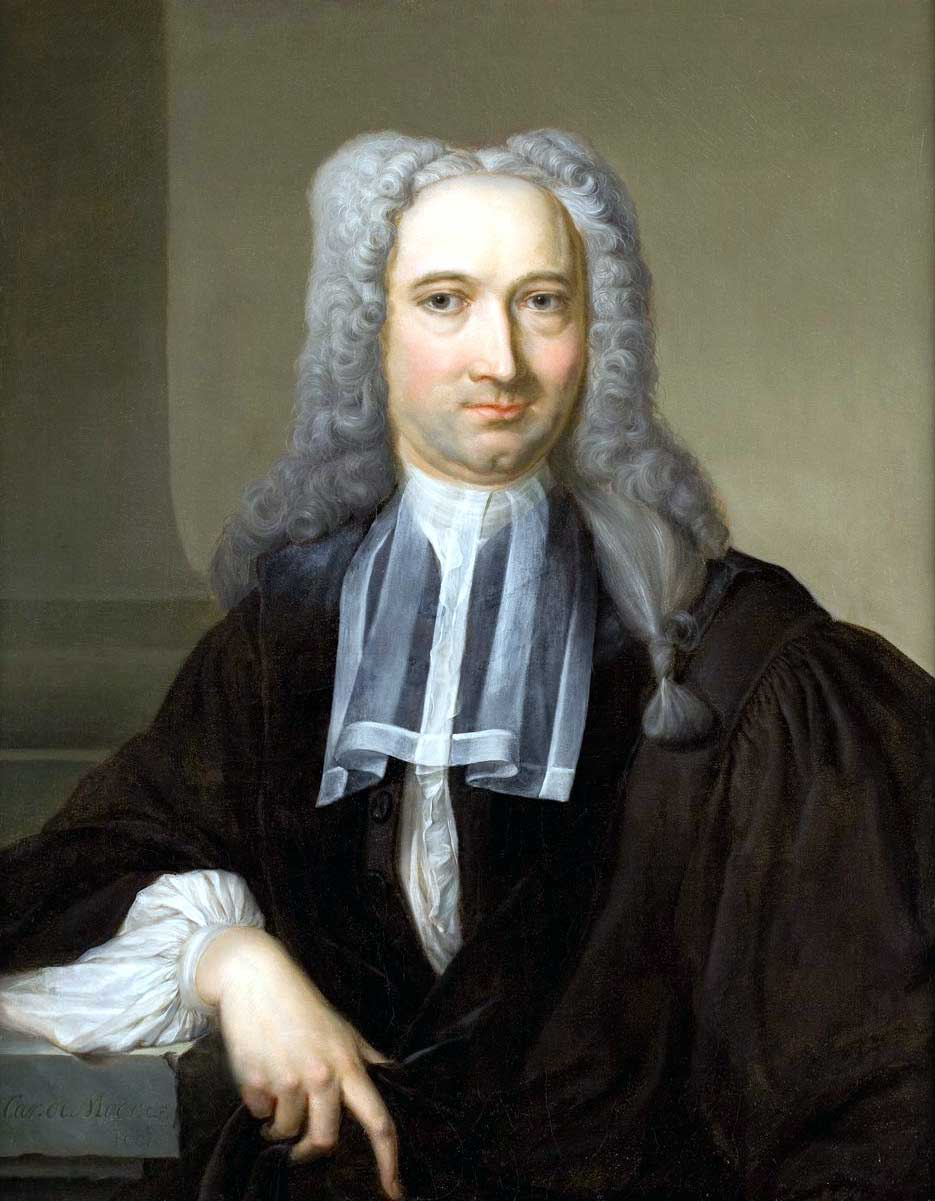
Gerlach Scheltinga

Gerlach Scheltinga, auch: Gerloff Scheltinga (* 15. April 1708 in Leeuwarden; † 9. Februar 1765 in Leiden) war ein niederländischer Rechtswissenschaftler.

## Leben
Der Sohn des Advokaten und Bürgermeisters Eco Gerloffs Scheltinga (* 8. Oktober 1671 in Ternaard; † 16. Januar 1746 in Leeuwarden) und dessen Frau Catharina Legentijl (* 26. Dezember 1680 in Leeuwarden; † 1. Oktober 1760 ebenda), hatte wie sein Bruder Theodor Scheltinga (1706–1780) seine Ausbildung an der Schule seines Heimatortes erhalten. 1724 nahmen beide an der Universität Franeker ein Studium auf, wo Johann Gottlieb Heineccius, Jacobus Voorda und Abraham Wieling seine prägenden Lehrer wurden. Nachdem er 1730 das Thema de Emancipationibus verteidigt hatte, bezog er die Universität Leiden, wo er sich am 7. September 1730 immatrikulierte.
Hier hatte er die Vorlesungen von Antonius Schultingh besucht. Als Nachfolger von Johannes Alexander Roëll, wurde er 1731 als Professor der Rechte an die Illustre Schule in Deventer berufen. Nach Franeker zurückgekehrt erwarb er sich mit der Verteidigung seiner Zweiten Schrift zu dem Thema de Emancipationibus am 5. Juni 1731 den akademischen Grad eines Doktors der Rechte. Am 10. September 1731 hielt er in Deventer seine Antrittsrede de summa edicti praetoris in Romana republica utilitate. Hier hatte er Vorlesungen zum römischen Recht und niederländischen Recht absolviert.
Am 17. Februar 1738 erhielt er einen Ruf als Professor für bürgerliches Recht (Zivilrecht) an die Universität Leiden, welche Aufgabe er am 27. Juni 1738 mit der Rede pro Jurisprudentia et Jurisconsultis übernahm. Hier hatte er sich auch an den organisatorischen Aufgaben der Leidener Hochschule beteiligt und war 1745/46 sowie 1761/62 Rektor der Alma Mater. Zu diesem Zweck hatte er die Reden ad locum Ciceronis und de romani juris studio futuris in Belgio foederato, Hollandia nominatim, Jurisconsultis neccessario quidem sed non sufficiente gehalten. Scheltingas Verdienste liegen vor allem auf dem Gebiet der rechtswissenschaftlichen Bildung. In diesem Kontext trat er auch als Herausgeber von Hugo Grotius Inleiding tot de Hollandsche rechtsgeleerdheid mit Anmerkungen in Erscheinung.
Aus seiner am 24. Juni 1736 in Deventer geschlossenen Ehe mit Jacoba Magaretha Marienburg (* 17. März 1715 in Deventer; † 9. Juni 1759 in Leiden), stammt die Tochter Johann Wilhelmina Scheltinga (get. 18. Mai 1746 in Leiden; † 20. Februar 1822 in Deventer), welche am 2. August 1768 in Leiden den Bürgermeister von Deventer Coenraad Alexander Jordens (* 6. Juli 1749 in Deventer; † 19. Januar 1807 ebd.) heiratete.

## Werke
- Dissertationes duae de Emancipationibus. Franeker 1730, 1731
- Oratio de summa edicti praetoris in Romana republica utilitate. Deventer 1732
- Oratio pro Jurisprudentiâ et Jurisconsultis. Leiden 1738
- Oratio de proprio Magistratus munere, ad locum Ciceronis I de officiis, 34. Leiden 1746
- Oratio de Jure Civili Romano, Jurisconsulto non sufficiente quidem, sed tamen necessario. Leiden 1761
- Emendationes et interpretationes ad Commentarios Thalelaei aliorumque Jurisconsultorum Graecorum in Titulos D. et Cod. de Postulando sive de Advocatis et de Praetoribus et Defensoribus. In: T. III. Und T. V. Thesauri Meermanniani